# Muzeum Niepodległości

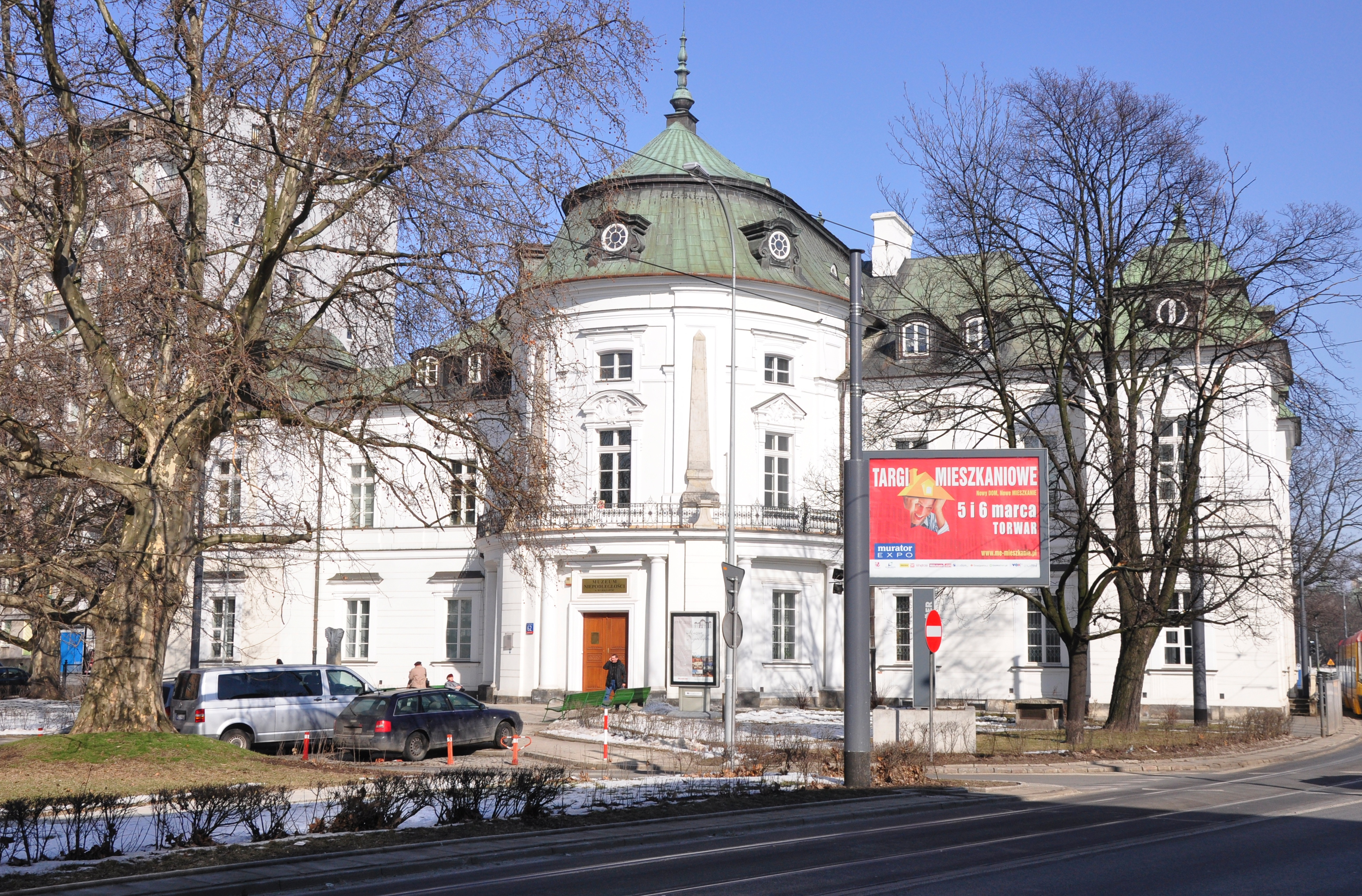
Sitz des Museums zwischen den beiden Richtungsfahrbahnen der Aleja Solidarności

Das Muzeum Niepodległości (deutsch: Unabhängigkeits-Museum) in Warschau wurde am 30. Januar 1990 gegründet. Sitz des Museums ist der Przebendowski-Palast an der Aleja Solidarności 62 in der Warschauer Innenstadt. 
Das Museum entstand aus dem Muzeum Historii Polskiego Ruchu Rewolucyjnego (deutsch: Museum der Geschichte der polnischen revolutionären Bewegung). Zunächst trug es den Namen Muzeum Historii Polskich Ruchów Niepodległościowych i Społecznych (deutsch: Museum der Geschichte der polnischen Bewegung für Unabhängigkeit und Gesellschaft), 1991 erhielt es dann seinen heutigen Namen. Der Przebendowski-Palast wurde dem Museum vom polnischen Kulturministerium (Ministerstwo Kultury i Sztuki) als Sitz zugewiesen. 1992 erhielt das Museum den Status einer „Nationalen Kultureinrichtung“ (Narodowa Instytucja Kultury).
Das Museum unterhält drei Zweigstellen:
- X. Pavillon der Zitadelle Warschau
- Gefängnismuseum Pawiak
- Mauzoleum Walki i Męczeństwa (Mahnmal des Kampfes und der Leiden) in der Aleja Szucha

Im Przebendowski-Palast werden drei ständige Ausstellungen gezeigt:
- „Polonia Restituta“. Die Unabhängigkeit und die Grenzen von 1914 bis 1921
- „Der weisse Adler (Orzeł Biały, das polnische Wappentier) über die Jahrhunderte“. Das Emblem und Wappen des polnischen Staates in der historischen Entwicklung
- „Damit Polen polnisch ist“ (Żeby Polska była Polską). Geschichte der Opposition in der Volksrepublik (1945 bis 1989)

Von 1990 bis 2007 wurden rund 200 Sonderausstellungen organisiert, die von mehr als 7 Millionen Personen besucht wurden. Seit dem Jahr 1994 gibt die Museumsleitung die Geschichtspublikation „Niepodległość i Pamięć“ (Unabhängigkeit und Erinnerung) heraus. 